# Xiuning
Xiuning, tidigare romaniserat Siuning, är ett härad i staden Huangshan i provinsen Anhui i östra Kina.
Xiuning är indelat i tio köpingar och elva socknar.
Köpingar (zhen):

- Donglinxi (东临溪镇)
- Haiyang (海阳镇)
- Lantian (蓝田镇)
- Liukou (流口镇)
- Qiyunshan (齐云山镇)
- Shangshan (商山镇)
- Wan'an (万安镇)
- Wangcun (汪村镇)
- Wucheng (五城镇)
- Xikou (溪口镇)

Socknar (xiang):

- Baiji (白际乡)
- Banqiao (板桥乡)
- Chenxia (陈霞乡)
- Hecheng (鹤城乡)
- Huangjian (璜尖乡)
- Lingnan (岭南乡)
- Longtian (龙田乡)
- Shandou (山斗乡)
- Weiqiao (渭桥乡)
- Yuanfang (源芳乡)
- Yucun (榆村乡)